# Duitsland op het Eurovisiesongfestival 2009
Duitsland deed mee aan het Eurovisiesongfestival 2009 in Moskou. Het was de 53ste deelname van het land op het Eurovisiesongfestival. De NDR was verantwoordelijk voor de Duitse bijdrage voor de editie van 2009.

## Selectieprocedure
In tegenstelling tot de voorbije jaren koos men deze keer voor een interne selectie van de artiest en het lied.
Op 9 februari werd bekend dat Alex Christensen en Oscar Loya het land zouden vertegenwoordigen met het lied Miss Kiss Kiss Bang.

## In Moskou
In de finale van het Eurovisiesongfestival 2009 gehouden in Moskou moest men aantreden als 17de , net na Denemarken en voor Turkije. Ze ontvingen 35 punten. Daarmee eindigde men op een twintigste plaats.
Nederland en België hadden beiden 2 punten over voor deze inzending.

### Gekregen punten
| 12 punten | 10 punten | 8 punten              | 7 punten                                     | 6 punten                       |
| --------- | --------- | --------------------- | -------------------------------------------- | ------------------------------ |
|           |           |                       | - Denemarken - Verenigd Koninkrijk           | - Noorwegen                    |
| 5 punten  | 4 punten  | 3 punten              | 2 punten                                     | 1 punt                         |
|           |           | - Albanië - Frankrijk | - België - Bosnië en Herzegovina - Nederland | - Ierland - Portugal - Turkije |

| Jury punten finale    | Jury punten finale      | Jury punten finale            | Jury punten finale | Jury punten finale                           |
| 12 punten             | 10 punten               | 8 punten                      | 7 punten           | 6 punten                                     |
| --------------------- | ----------------------- | ----------------------------- | ------------------ | -------------------------------------------- |
| - Verenigd Koninkrijk |                         |                               | - Denemarken       | - België - Frankrijk - Nederland - Noorwegen |
| 5 punten              | 4 punten                | 3 punten                      | 2 punten           | 1 punt                                       |
| - Portugal - Turkije  | - Bosnië en Herzegovina | - Hongarije - Ierland - Polen | - Estland - Zweden | - Griekenland - Slowakije - Spanje           |

| Televoting punten finale | Televoting punten finale | Televoting punten finale | Televoting punten finale                                                    | Televoting punten finale |
| 12 punten                | 10 punten                | 8 punten                 | 7 punten                                                                    | 6 punten                 |
| ------------------------ | ------------------------ | ------------------------ | --------------------------------------------------------------------------- | ------------------------ |
|                          |                          |                          |                                                                             | - Albanië                |
| 5 punten                 | 4 punten                 | 3 punten                 | 2 punten                                                                    | 1 punt                   |
|                          |                          |                          | - Bosnië en Herzegovina - Denemarken - Malta - Spanje - Verenigd Koninkrijk | - Ierland - Roemenië     |

### Gegeven punten

#### Halve Finale 1
Punten gegeven in de halve finale:
| 12 punten | Turkije               |
| 10 punten | Armenië               |
| 8 punten  | Bosnië en Herzegovina |
| 7 punten  | Portugal              |
| 6 punten  | IJsland               |
| 5 punten  | Israël                |
| 4 punten  | Zweden                |
| 3 punten  | Malta                 |
| 2 punten  | Montenegro            |
| 1 punt    | Roemenië              |

#### Finale
Punten gegeven in de finale:
| 12 punten | Noorwegen             |
| 10 punten | Turkije               |
| 8 punten  | Verenigd Koninkrijk   |
| 7 punten  | IJsland               |
| 6 punten  | Griekenland           |
| 5 punten  | Rusland               |
| 4 punten  | Malta                 |
| 3 punten  | Frankrijk             |
| 2 punten  | Bosnië en Herzegovina |
| 1 punt    | Estland               |

| 12 punten | IJsland             |
| 10 punten | Malta               |
| 8 punten  | Noorwegen           |
| 7 punten  | Frankrijk           |
| 6 punten  | Verenigd Koninkrijk |
| 5 punten  | Estland             |
| 4 punten  | Rusland             |
| 3 punten  | Israël              |
| 2 punten  | Portugal            |
| 1 punt    | Turkije             |

| 12 punten | Turkije               |
| 10 punten | Griekenland           |
| 8 punten  | Noorwegen             |
| 7 punten  | Verenigd Koninkrijk   |
| 6 punten  | Rusland               |
| 5 punten  | Bosnië en Herzegovina |
| 4 punten  | Azerbeidzjan          |
| 3 punten  | Armenië               |
| 2 punten  | Denemarken            |
| 1 punt    | IJsland               |

1956 · 1957 · 1958 · 1959 · 1960 · 1961 · 1962 · 1963 · 1964 · 1965 · 1966 · 1967 · 1968 · 1969 · 1970 · 1971 · 1972 · 1973 · 1974 · 1975 · 1976 · 1977 · 1978 · 1979 · 1980 · 1981 · 1982 · 1983 · 1984 · 1985 · 1986 · 1987 · 1988 · 1989 · 1990 · 1991 · 1992 · 1993 · 1994 · 1995 · 1996 · 1997 · 1998 · 1999 · 2000 · 2001 · 2002 · 2003 · 2004 · 2005 · 2006 · 2007 · 2008 · 2009 · 2010 · 2011 · 2012 · 2013 · 2014 · 2015 · 2016 · 2017 · 2018 · 2019 · 2020 · 2021 · 2022 · 2023 · 2024 · 2025